# Gott sei dank, dass Sie da sind!
Gott sei dank, dass Sie da sind! war ein deutsches Comedy-Fernsehformat, das auf der vielverkauften australischen Fernsehserie Thank God You’re Here basiert.

## Inhalt
In jeder Folge mussten vier Prominente durch eine Tür in ein für sie unbekanntes Szenario gehen, wo sie stets mit dem Satz „Gott sei dank, dass Sie da sind“ begrüßt wurden. Dort trafen die prominenten Gäste auf sechs Schauspieler, die sie vor unterschiedlichen Bühnenbildern mit verschiedensten Situationen konfrontierten. Die Prominenten, denen diese Situationen zuvor nicht bekannt waren, mussten sich die gesamte Szene hindurch mit Hilfe der Improvisation behelfen. Am Ende einer Folge wurde durch einen wechselnden Juror ein Sieger bestimmt.
Gastgeber der Sendung war Knacki Deuser, der mit seiner Sendung NightWash in Deutschland bekannt wurde.

## Schauspieler
Zur Stammbesetzung zählten die nachfolgenden sechs Schauspieler:
- Sina-Maria Gerhardt
- Nadja Maleh
- Sonja Weinert
- Arnd Cremer
- Manuel Francescon
- Tim Owe Georgi

Das Ensemble wurde in unregelmäßigen Abständen um einen prominenten Gast erweitert. So trafen Michael Kessler auf Popstars-Jury-Mitglied Dieter Falk und Ingo Naujoks auf den Richter Alexander Hold.

## Ausstrahlung und Einschaltquoten
Gott sei dank, dass Sie da sind! wurde auf ProSieben um 21:15 Uhr gezeigt. Die Erstausstrahlung in Deutschland erfolgte am 30. November 2006.
| Datum             | Zuschauer | Zuschauer       | Marktanteil | Marktanteil     | Quellen |
| Datum             | Gesamt    | 14 bis 49 Jahre | Marktanteil | Marktanteil     | Quellen |
| Datum             | Gesamt    | 14 bis 49 Jahre | Gesamt      | 14 bis 49 Jahre | Quellen |
| ----------------- | --------- | --------------- | ----------- | --------------- | ------- |
| 30. November 2006 | 1,43 Mio. | 1,15 Mio.       | 4,6 %       | 8,9 %           | [ 2 ]   |
| 7. Dezember 2006  | 1,55 Mio. | –               | –           | 9,9 %           | [ 3 ]   |
| 14. Dezember 2006 | 1,21 Mio. | 0,87 Mio.       | 3,9 %       | 6,9 %           | [ 4 ]   |
| 21. Dezember 2006 | 1,1 Mio.  | –               | –           | 7,0 %           | [ 5 ]   |
| 11. Januar 2007   | 1,17 Mio. | 0,82 Mio.       | 3,7 %       | 6,3 %           | [ 6 ]   |
| 18. Januar 2007   | 0,89 Mio. | –               | 2,7 %       | 5,1 %           | [ 7 ]   |

Aufgrund der schlechten Quoten wurde die Sendung nach nur sechs Folgen abgesetzt.

## Folgen
| Folge | Datum             | Gäste                                                                           | Juror              |
| ----- | ----------------- | ------------------------------------------------------------------------------- | ------------------ |
| 1     | 30. November 2006 | Kim Fisher, Oliver Petszokat, Lars Niedereichholz und Ande Werner von Mundstuhl | Mike Krüger        |
| 2     | 7. Dezember 2006  | Annette Frier, Bürger Lars Dietrich, Oliver Petszokat, Julia Stinshoff          | Georg Uecker       |
| 3     | 14. Dezember 2006 | Oliver Petszokat, Julia Stinshoff, Bürger Lars Dietrich, Simon Gosejohann       | Mike Krüger        |
| 4     | 21. Dezember 2006 | Michael Kessler, Oliver Petszokat, Ingo Naujoks, Charlotte Engelhardt           | Herbert Feuerstein |
| 5     | 11. Januar 2007   | Karl Dall, Oliver Petszokat, Ingo Naujoks, Matze Knop                           | Ole Lehmann        |
| 6     | 18. Januar 2007   | Kim Fisher, Oliver Petszokat, Lars Niedereichholz und Ande Werner (Mundstuhl)   | Herbert Feuerstein |